# 姚炜豪
拿督姚炜豪（1973年8月－），现任马华公會全国组织秘书长，也是马来西亚上议院议员。

## 背景
姚炜豪出生于吉打州亚罗士打，是一名土生土长的亚罗士打人，早年毕业于吉华国民型华文中学。中学毕业后，姚他前往吉隆坡深造，入读马华开办的拉曼学院，较后考获工商管理硕士学位。

## 政治工作
姚炜豪早在1996年，曾出任马华公会青年团副执行秘书。因此，他对基层组织架构，有一定的了解。1999年，他获得时任人力资源部部长的赏识，出任部长机要秘书一职。
2000年至2002年间，姚氏服务于私人领域。2003年，姚炜豪获时任署理总会长兼交通部长陈广才的招揽，出任新闻秘书，并于2007年擢升为政治秘书。
2008年308全国大选后，甫上任为卫生部长的廖中莱委任姚氏成为政治秘书。2014年12月，姚氏获马来西亚最高元首委为上议院议员。

## 政党职位
2003年，姚炜豪开始其在党内出任党职的第一步，被时任马青总团长丹斯里翁诗杰委任为技职教育局主任。2006年党选，姚氏竞选马青中委，并获时任马青总团长拿督斯里廖中莱委任为马华青年团（马青）全国组织秘书长，并同年出任马青干训局副主任。
2008年党选，姚氏担任雪州乌鲁冷岳区马青区团团长，并同时竞选马青中央副总团长，与其他3位候选人，即杨振良，叶理国与陈栋良，一同当选该职。同年，他获得时任总会长丹斯里翁诗杰的委任，出任受委中央委员,并以35岁之龄，出任全国组织秘书长。
2010年马华中央重选，姚炜豪竞选马华母体中央委员之职，并成功中选。2013年12月马华党选，姚炜豪再次蝉联马华母体中央委员之职，并再次获得总会长廖中莱的赏识，被委于全国组织秘书长，以负责马华党组织改造的工作。

## 照片集

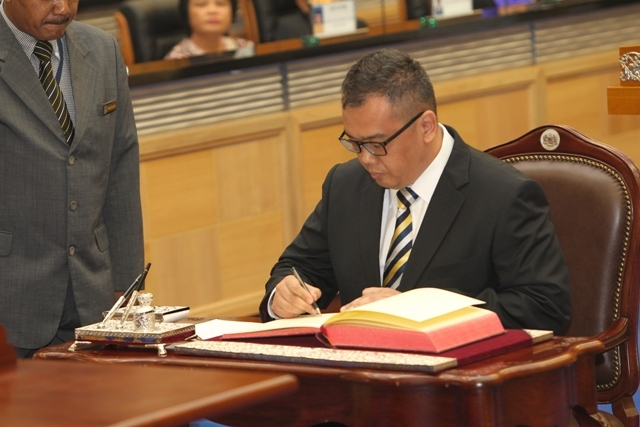
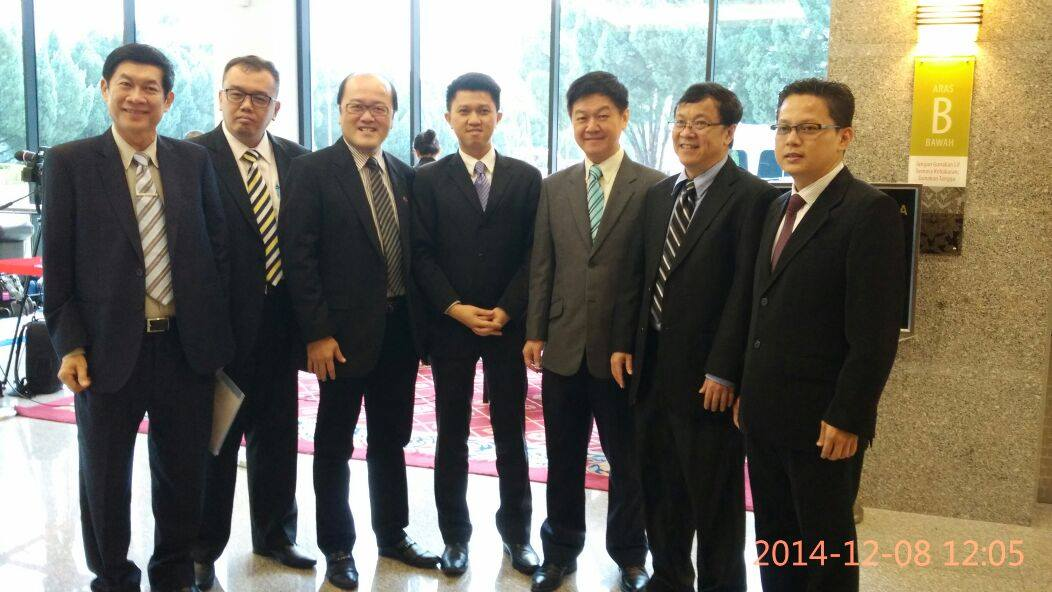
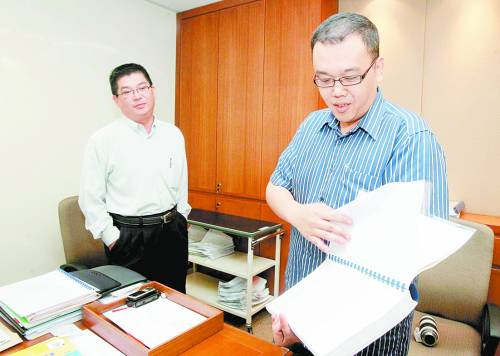
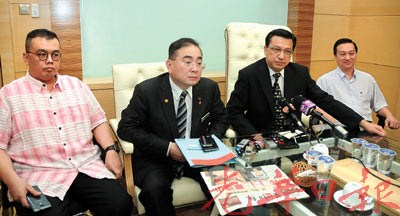
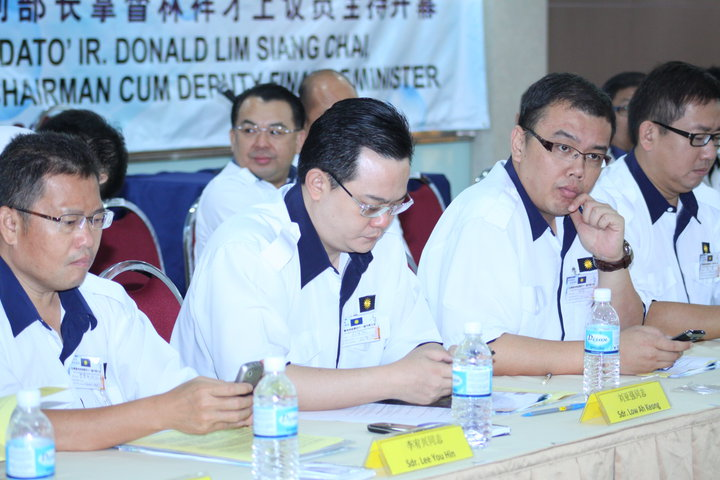
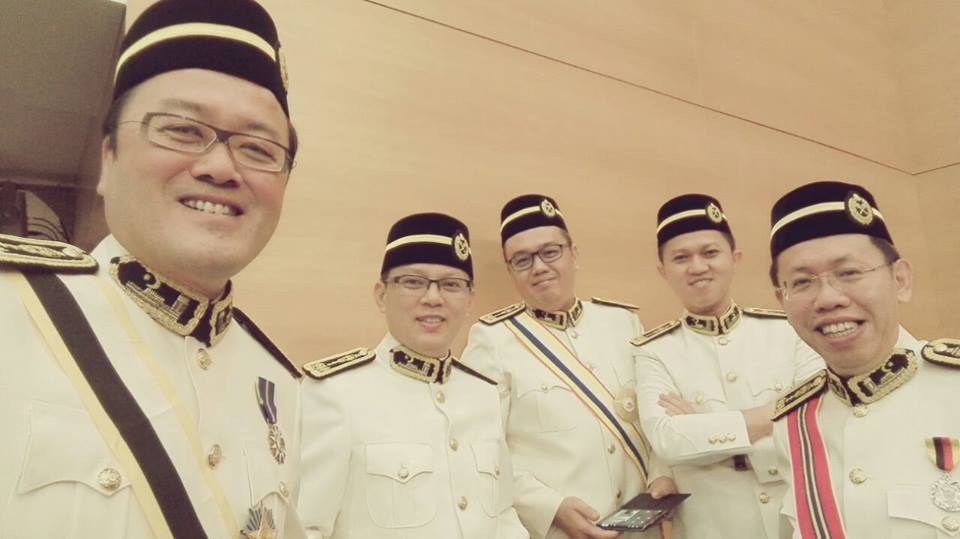
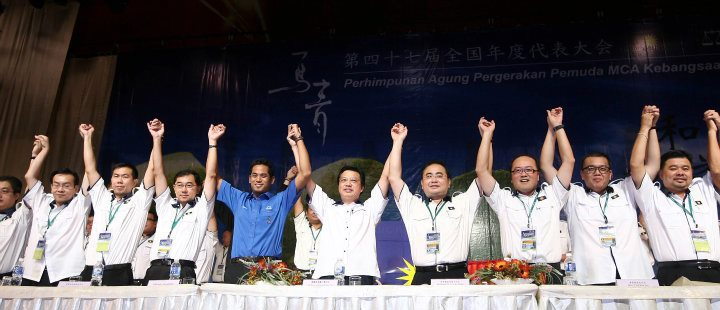